# Kiss (Korea)
 For alternative betydninger, se Kiss (flertydig). (Se også artikler, som begynder med Kiss)
Kiss var en sydkoreask kvindelig pop-trio. Deres debutsingle "Because I am a girl" ("Fordi jeg er en pige") ((koreansk) 여자 이니까 (Yeoja Inikka) var et hit i 2001 En musikvideo lavet over melodien omfattede to skuespilstjerner: skuespillerinden Goo Hye-jin, og skuespilleren Shin Hyun-Joon, hvilket bidrog til med store offentlige interesse for sangen. Sangen forsatte som en populær en karaokesang i Korea i mange år.
Dette bidrog til at starte karrieren for Kiss, og et album fulgte hurtigt efter. Men gruppen blev hurtigt opløst bag efter på grund af interne, uløselige konflikter.
Blandt gruppens andre fremragende sange er "Without You" og "True Love".
Den ene af gruppens medlemmer, Umji, fortsatte med en skuespillerkarriere.

## Discografi

### Albums
- First Album (november 2001)